# Weinberg-Lauch
Der Weinberg-Lauch (Allium vineale) oder Weinbergslauch ist eine Pflanzenart aus der Gattung Lauch (Allium).

## Beschreibung

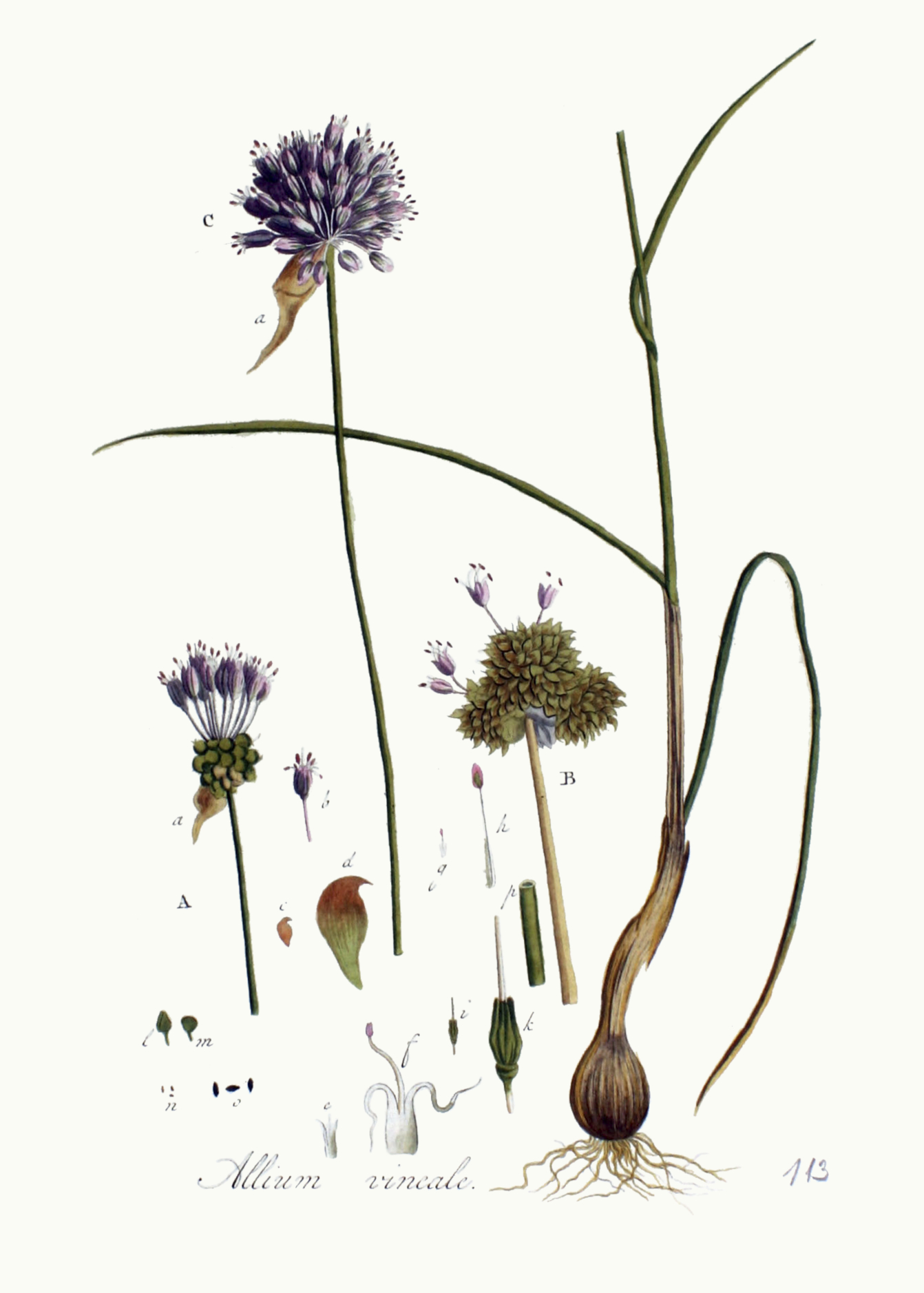
Illustration aus Flora Batava, Volume 2

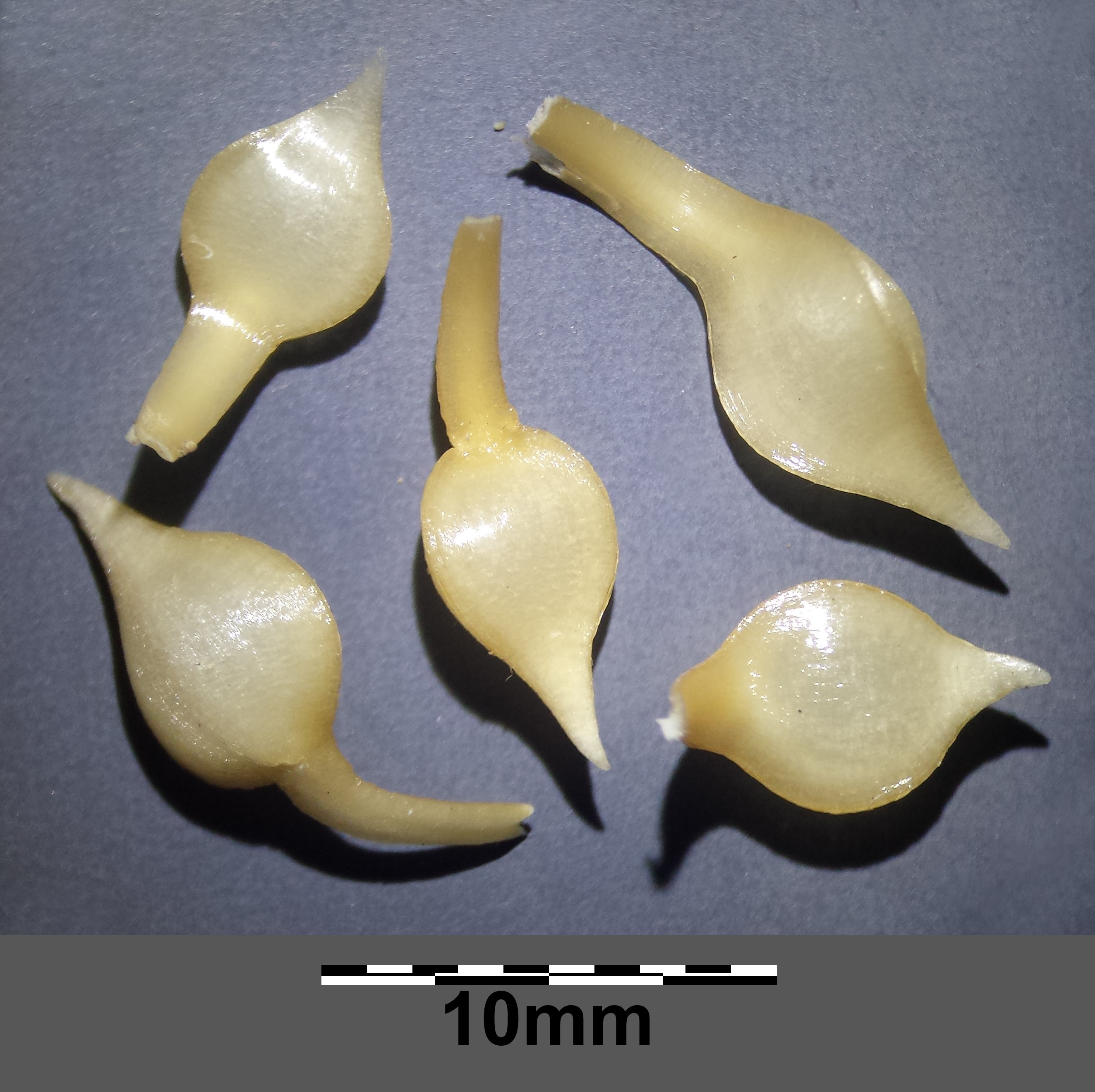
Gelblich-weiße Nebenzwiebeln

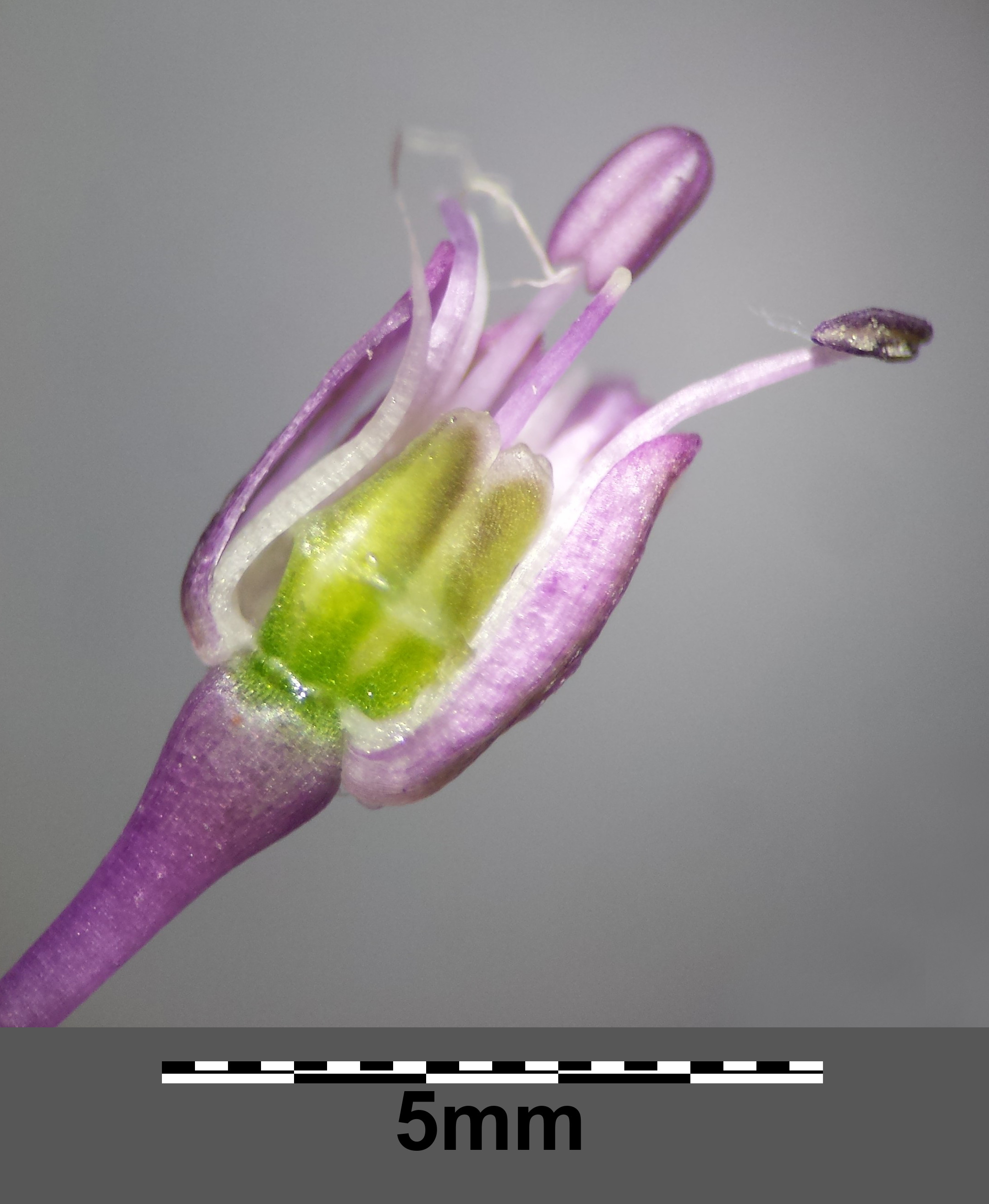
Blüte geöffnet, die Staubblätter überragen das Perigon.

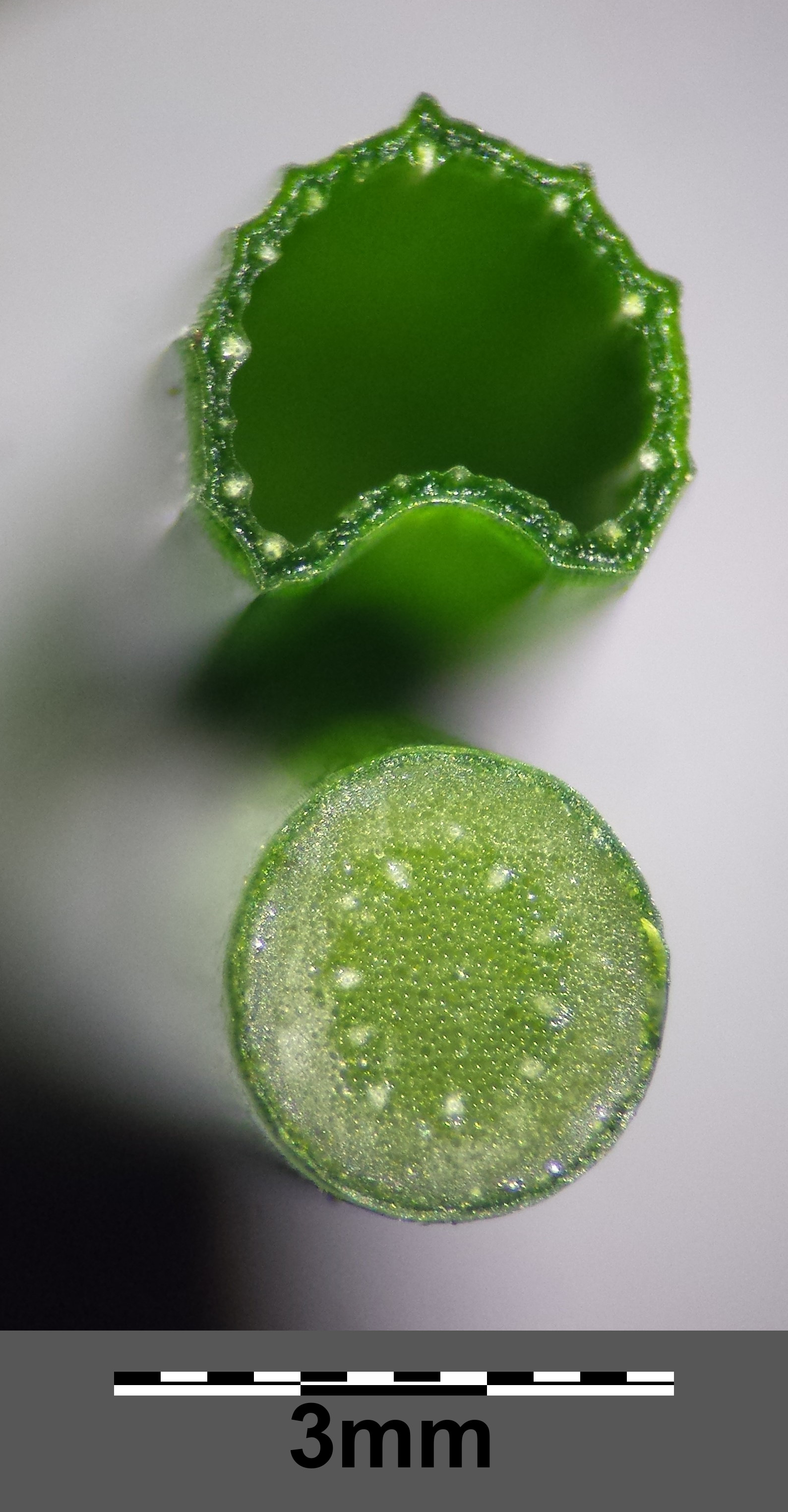
Stängel (unten) und röhriges Laubblatt (oben) - Querschnitt

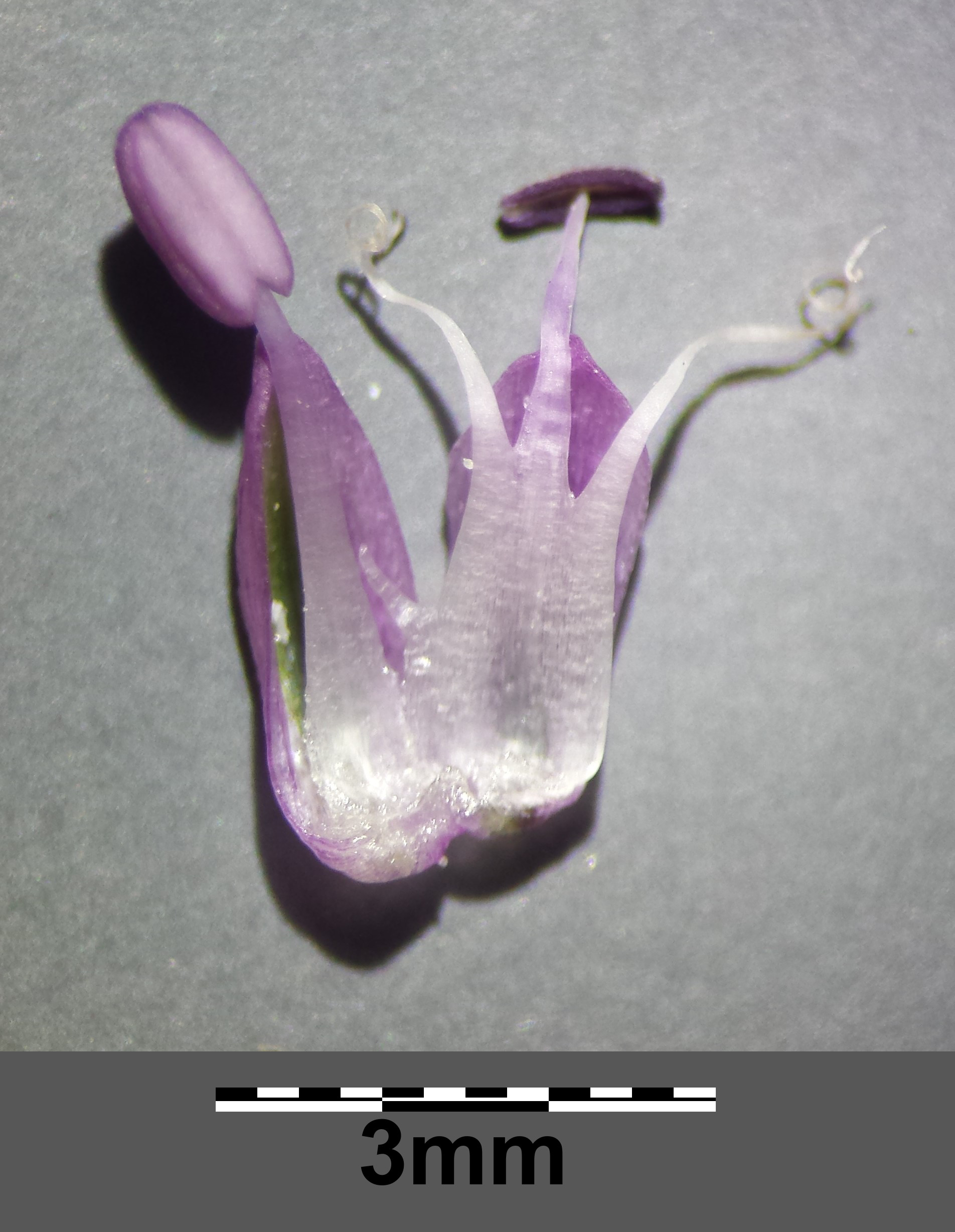
Perigonblätter mit Staubblättern (Innenansicht): die inneren Perigonblätter sind am Grund verbreitert und weisen fadenförmige Zipfel auf.

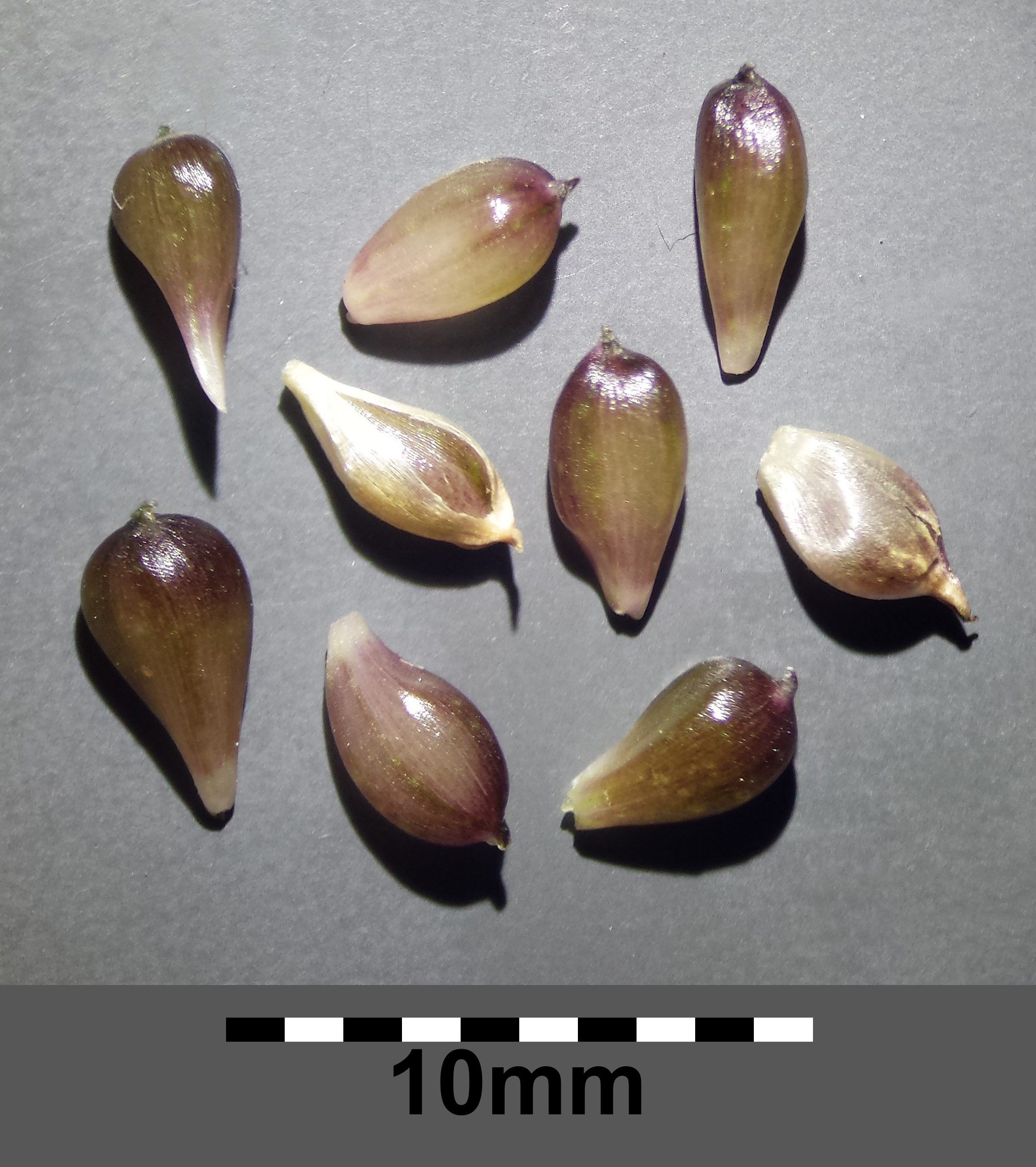
Brutzwiebeln (Bulbillen)

Der Weinberg-Lauch wächst als ausdauernde krautige Pflanze und erreicht Wuchshöhen von 30 bis 50, selten bis zu 70 Zentimetern. Die bläulichgrünen, kahlen, hohlen und vor allem zur Spitze hin röhrigen Laubblätter sind fast stielrund und an der Oberseite engrinnig. Die Laubblätter umfassen mit der Scheide den Stängel.
Die Blütezeit reicht von Juni bis August. Der dichte, kugelige, doldige Blütenstand bringt meist nur wenige rote, grünliche oder weiße Blüten, dafür aber viele Brutzwiebeln hervor. Die sechs Staubblätter sind etwas länger als die stumpfen Perigonblätter und besitzen zwei lange Zähne und verlängern sich später bis auf die doppelte Länge der Perigonblätter. Es kommen manchmal auch völlig blütenlose Blütenstände vor, die nur mit Brutzwiebeln besetzt sind, diese bilden etwa 30 % der Population. Die Ausbreitung erfolgt vor allem über diese Brutzwiebeln und Brutzwiebeln an den Knollen. Dadurch ist die genetische Vielfalt dieser Art stark eingeschränkt.
Die Chromosomenzahl beträgt 2n = 32 oder 40.

## Verbreitung
Der Weinberg-Lauch ist von Südost-, Süd- und Mitteleuropa bis ins südliche Skandinavien verbreitet. Er findet sich an der Dnepr-Mündung, auf der Krim und in Transkaukasien sowie in Syrien, im Iran und in Nordafrika. In Deutschland ist er verbreitet bis zerstreut zu finden; er geht nur wenig über die Gebiete mit Weinbauklima hinaus und fehlt den höheren Lagen der Alpen und im schottischen Hochland ganz.
In Großbritannien und Irland gilt er als Neophyt. In den USA, Australien und Neuseeland wurde er eingeschleppt und wird in den USA als invasive Pflanze mit großem Aufwand bekämpft.

## Standort
Der Weinberg-Lauch wächst in Weinbergen, Wiesen und Feldern, an Wegrändern, in Gebüschen und auf sonnigen Hügeln. Am auffälligsten ist er aber auf Streuobstwiesen, wo er im zeitigen Frühjahr wegen seiner vielen Tochterzwiebeln in ganzen Büscheln sichtbar wird, da er noch vor dem Gras austreibt. Er gedeiht auf Sandböden am besten, wird in Osteuropa aber auch auf Lehmböden gefunden. In Skandinavien wird er ausschließlich an der Küste gefunden. Er ist in Mitteleuropa eine Charakterart des Geranio-Allietum vinealis aus dem Verband Fumario-Euphorbion, kommt aber auch in Gesellschaften der Ordnung Arrhenatheretalia oder des Verbands Alliarion vor.

## Systematik
Der Weinberg-Lauch wurde früher auch als Allium sylvestre bezeichnet, ein Name, der ein Synonym für den Kohl-Lauch (Allium oleraceum) ist.
Die Erstveröffentlichung von Allium vineale erfolgte 1753 durch Carl von Linné. Die früheren Subtaxa sind alle Synonyme. Synonyme für Allium vineale L. sind: Getuonis vinealis (L.) Raf., Porrum vineale (L.) Schur, Porrum capitatum P.Renault, Allium affine Boiss. & Heldr. nom. illeg., Allium arenarium Wahlenb., Allium assimile Halácsy, Allium campestre Schleich. ex Steud. nom. inval., Allium canadense Schult. & Schult. f. nom. illeg., Allium compactum Thuill., Allium descendens W.D.J.Koch sensu auct., Allium laxiflorum Tausch, Allium littoreum Bertol., Allium nitens Sauzé & Maill., Allium purshii G.Don, Allium rilaense Panov, Allium rotundum Wimm. & Grab. nom. illeg., Allium sphaerocephalum Crome ex Schltdl., Allium subvineale Wendelbo, Allium margaritaceum var. bulbiferum Batt. & Trab., Allium vineale var. typicum Asch. & Graebn. nom. inval., Allium vineale var. compactum (Thuill.) Lej. & Courtois, Allium vineale var. compactum Boreau nom. illeg., Allium vineale var. kochii Lange, Allium vineale var. bulbiferum Syme, Allium vineale var. capsuliferum Syme, Allium vineale var. affine Regel, Allium vineale var. asperiflorum Regel, Allium vineale var. purshii (G.Don) Regel, Allium vineale var. descendens Nyman, Allium vineale subsp. kochii (Lange) Nyman, Allium vineale var. nitens (Sauzé & Maill.) Nyman, Allium vineale var. virens Boiss. nom. superfl., Allium vineale var. multiflorum Baguet, Allium vineale subsp. affine (Regel) K.Richt., Allium vineale subsp. asperiflorum (Regel) K.Richt., Allium vineale subsp. capsuliferum (Syme) K.Richt., Allium vineale subsp. compactum (Thuill.) K.Richt.

## Trivialnamen
Zum Teil auch nur regional gebräuchliche Bezeichnungen für den Weinberg-Lauch sind oder waren: wilder Briesslauch (Schlesien), Hundsknoblauch, Hundslauch (Schlesien), Hundsöllig (Eifel), Hundszwiebel, wilder Knoblauch, Rebenlauch, Weinbergzwiebel und Wildlauch.

## Nutzung
Die oberirdischen Brutzwiebeln schmecken nach Knoblauch und werden auf dem Balkan als Würze verwendet. Sie können auch der Milch von Nutztieren und Getreideprodukten einen Knoblauchgeschmack verleihen.

## Kulturgeschichte
Manche Autoren nehmen an, dass der Weinbergslauch bereits in der Odyssee erwähnt wird, als die Pflanze, mit der Kirke die Gefährten des Odysseus in Schweine verwandelte. Die meisten Autoren gehen aber davon aus, dass hier Allium moly gemeint ist. John Gerard empfiehlt angeblich, die Blätter der Pflanze im Frühjahr mit Butter zu verspeisen, er meint aber vielleicht den Kohl-Lauch (Allium oleraceum). Sonst wird die Pflanze in den frühneuzeitlichen Kräuterbüchern nur selten erwähnt.

## Belege
- Karl Suessenguth: Illustrierte Flora von Mitteleuropa. Mit besonderer Berücksichtigung von Großdeutschland, der Schweiz und den Nachbargebieten. Zum Gebrauche in den Schulen und zum Selbstunterricht. Begründet von Gustav Hegi. 2., neubearbeitete Auflage. Band II: Monocotyledones, II. Teil. J. F. Lehmanns, München/Berlin 1939.
- Bertram Münker: Wildblumen Mitteleuropas (= Steinbachs Naturführer). Neue, bearb. Sonderausgabe. Mosaik, München 1996, ISBN 3-576-10563-8.
- Oleg Polunin, Pflanzen Europas (BLV Bestimmungsbuch), BLV 1971, ISBN 3-405-10929-9